# Gazaoua
Gazaoua – miasto w Nigrze, w regionie Maradi, w departamencie Aguié.